# An Spidéal
An Spidéal es un pueblo pequeño en el condado de Galway en Irlanda. Hay 1.356 personas en el pueblo. El pueblo está a 12 millas de la ciudad de Galway en la carretera R336. 
An Spidéal está asentada en una zona Gaeltacht en donde se habla el gaélico.